# GRP Records
GRP Records ist ein amerikanisches Musiklabel für Fusion, Latin- und zeitgenössischen Jazz.
Grusin/Rosen Productions (GRP) wurde 1976, noch als Musikproduktionsfirma, von dem Pianisten Dave Grusin und dem Tonmeister und Schlagzeuger Larry Rosen gegründet. 1978 gingen Grusin und Rosen eine Kooperation mit Arista Records ein und begannen unter den Labeln GRP und Arista/GRP Platten herauszubringen. Mit Dave Grusins Platte Mountain Dance von 1980 brachte GRP das erste (nicht-klassische) digital aufgenommene Album heraus. 1980 landete GRP mit Funkin’ for Jamaica, einem Song von der Tom-Browne-Platte Love Approach, einen großen Hit. Ein weiterer Erfolg stellte sich mit der Sängerin Angela Bofill ein. 1982 trennte sich das Label von Arista. Zur selben Zeit veröffentlichte es als erstes Plattenlabel in den Vereinigten Staaten alle Aufnahmen auf Compact Disc (CD). 1987 ging GRP eine Kooperation mit MCA Records ein, von denen sie dann 1990 übernommen und unter dem Label MCA/GRP Records geführt wurden.
Als MCA 1995 in die Universal Music Group überführt wurde, verließen Grusin und Rosen das Label. Mit der Übernahme von Polygram 1998 durch Universal Music und der folgenden Umstrukturierung innerhalb des Konzerns kam das Label GRP schließlich unter das Dach der  Verve Music Group.
Bei GRP veröffentlichten Künstler und Bands wie Chick Corea, Gary Burton, Lee Ritenour, Diane Schuur, Dave Valentin, Tom Scott, Kevin Eubanks, David Benoit, Larry Carlton, Spyro Gyra, die Rippingtons, die Yellowjackets, die GRP All-Star Big Band sowie Nils Gessinger.